# Валтер Дюверт
Валтер Дюверт (на немски: Walter Düvert) е немски офицер служил по време на Първата и Втората световна война.

## Биография

### Ранен живот и Първа световна война (1914-1918)
Валтер Дюверт е роден на 2 октомври 1893 г. в Гьорлиц, Германска империя. Присъединява се към армията и през 1911 г. става офицерски кадет. Участва в Първата световна война, служи в артилерийски подразделения и достига звание лейтенант.

#### Междувоенен период
След войната се присъединява към Райхсвера, където служи в артилерията и като щабен офицер.

### Втора световна война (1939-1945)
Преди Втората световна война командва 28-и артилерийски полк, а на 1 септември 1939 г. е назначен за началник-щаб на 2-ри армейски корпус. На 14 юни 1941 г. е назначен за командир на 13-а танкова дивизия, в периода 1 юли-9 октомври 1942 г. командва 20-а танкова дивизия, а на 1 юни 1943 г. поема командването на 265-а пехотна дивизия. На 27 юли 1944 г. е изпратен в резерва, а на 30 ноември 1944 г. напуска армията.
Умира на 4 февруари 1972 г. в Дюселдорф, Германия.

## Военна декорация
- Рицарски кръст – 30 юли 1941 г.